# 頓涅茨克鐵路歷史與發展博物館

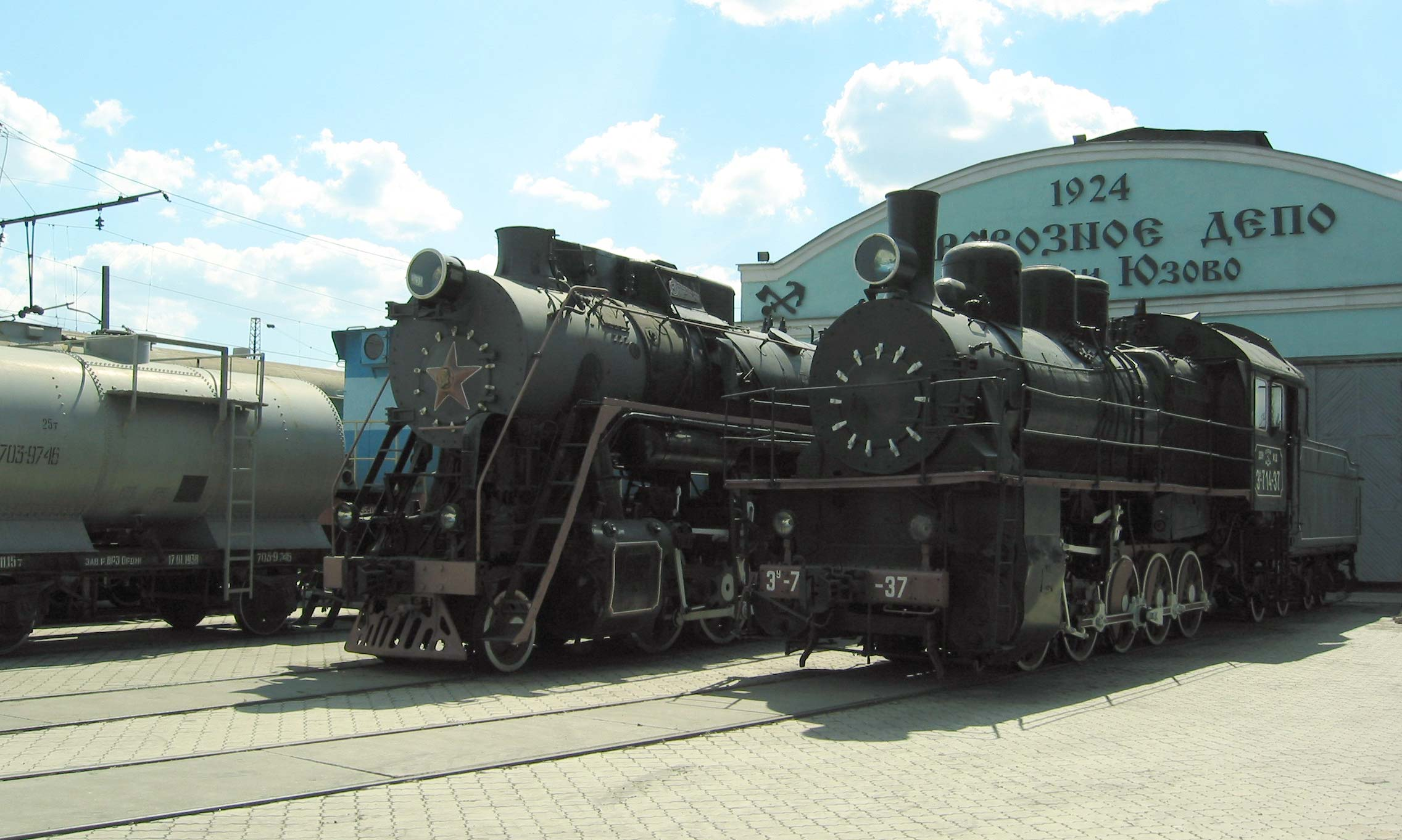
頓涅茨克鐵路歷史與發展博物館所展示的車頭

頓涅茨克鐵路歷史與發展博物館（烏克蘭語：Музей історії та розвитку Донецької залізниці）是位於烏克蘭頓涅茨克的鐵道博物館。

## 簡介
博物館位於頓涅茨克車站中，於2000年8月4日開放，以紀念頓涅茨克鐵路成立130週年。首任館長弗拉基米爾·尼古拉耶維奇·唐琴科（Vladimir Nikolaevich Donchenko）為博物館奠定了基礎。館藏包括文件、獎項、鐵路制服、鐵路設備和工具、舊照片等。